# Antoni Navarro Monteys
Antoni Navarro Monteys   (Barcelona, 1923 - 9 d'octubre de 2018) va ser un empresari i escolta català. Va formar part del moviment escolta fins a l'inici de la guerra civil espanyola, cosa que li va despertar l'interès pel treball en grup i el treball solidari. Al cap dels anys es va reintegrar al moviment escolta, primer en el grup de pares i finalment com a cap de l'Agrupament Escolta Antoni Gaudí,del barri de la Sagrada Família.
Va regentar un negoci familiar de tercera generació fins a jubilar-se, i es va inscriure als cursos de català que promovia Òmnium Cultural homologats per la Universitat de Barcelona, que li atorgà el títol de mestre de català el 1979. Un cop jubilat va estudiar anglès i el 1997 va ser un dels impulsors de l'Espai de Gent Gran del Centre Cívic Sagrada Família, on va ser responsable de la Comissió de Cultura durant dos anys. Era responsable, dins d'aquesta mateixa entitat, de la Comissió de Relació i Participació, que s'encarrega d'establir vincles de contacte amb altres associacions del barri.
També era membre de la Comissió de Gent Gran del districte de l'Eixample, que el va elegir com a representat per al Consell Assessor de la Gent Gran de Barcelona. Com a membre d'aquest Consell formà part de la Comissió Cívica de Suport al Pla de Civisme, i va ser representant de la gent gran al Consell de Ciutat. Dins d'aquest òrgan consultiu, participà en la Comissió Permanent i en les comissions de treball d'Habitatge, Immigració, i Espai Públic i Convivència. A més de formar part d'aquests òrgans consultius municipals, era vicepresident de l'ACFUC, entitat tutelar de persones legalment incapacitades. El 2005 va rebre la Medalla d'Honor de Barcelona.